# Шотландка

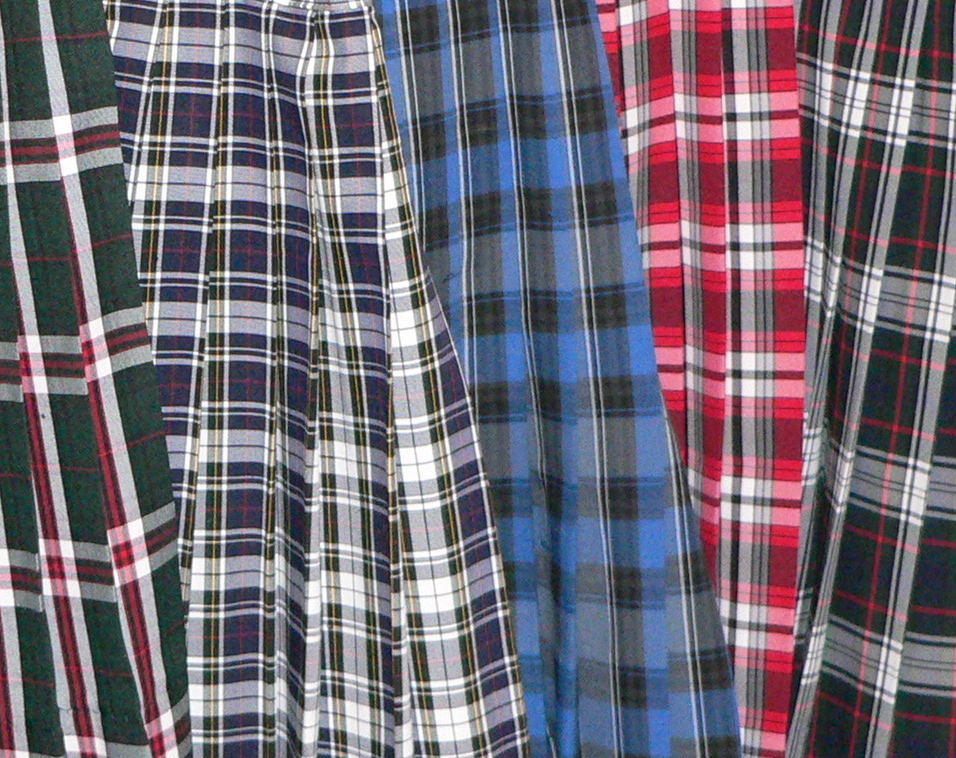

Шотландка — тканина, що виробляється з бавовни, вовняної пряжі, різних хімічних ниток саржевим переплетенням з тартаном (рисунком у велику клітинку), що є типовим для тканин національного шотландського одягу. 
Шотландку використовують для пошиву шкільної форми, суконь та чоловічих сорочок. Останнім часом шотландка увійшла в європейську моду,ставши незамінним атрибутом сучасного молодіжного модного одягу. Раніше, у давнину, для її забарвлення використовували рослинні барвники.За кольоровими поєднаннями можна було дізнатися, у якій місцевості тартан вироблений. 